# كلود بونك
كلود بونك (بالإنجليزية: Cloudpunk)‏ هي لعبة فيديو ألمانية، طورتها إيون لاندز، ونشرتها شركة مابلي وايسبرينغ ليميتد، صدرت اللعبة في المتاجر الإلكترونية سنة 2020، وتعمل على منصات بلاي ستيشن 4، مايكروسوفت ويندوز، إكس بوكس ون ونينتندو سويتش.